# Yoga Radio Estate
Yoga Radio Estate (noto nel 2002 e nel 2003, dal 2007 al 2011 e dal 2013 al 2021 come Radio Bruno Estate, e dal 2022 al 2024 come Yoga Radio Bruno Estate) è un evento musicale italiano che si svolge dal 4 luglio 2002, durante la stagione estiva, e alla quale partecipano numerosi artisti italiani e internazionali. L'evento va in onda in radio su Radio Bruno, in diretta televisiva su Radio Bruno TV (2007-2011, dal 2013) e su Toscana TV (2024) e in differita televisiva prima su La5 (2022-2024) e poi su Italia 1 (dal 2025).

## Il programma
Il programma, curato e realizzato da Radio Bruno, è nato come evento musicale in onda durante la stagione estiva in diverse piazze italiane e la partecipazione di diversi artisti italiani e internazionali.
La conduzione è stata affidata a Clarissa Martinelli e a Marco Marini nel 2002, a Julian Borghesan e a Luca Abbrescia nel 2003, ad Alessia Ventura dal 2007 al 2009, dal 2014 al 2020 e dal 2022 al 2024, ad Enzo Ferrari dal 2007, ad Enrico Gualdi dal 2007 al 2009, a Melita Toniolo dal 2010 al 2013, a Laura Padovani nel 2019, a Barbara Pedrotti nel 2021 e a Rebecca Staffelli e Stefano Corti dal 2025.
Viene trasmesso in radio su Radio Bruno, in diretta televisiva su Radio Bruno TV (dal 12 giugno 2007) e su Toscana TV (solamente per la puntata del 29 agosto 2024) e in differita televisiva prima su La5 (dal 23 agosto 2022 al 1º settembre 2024) e poi su Italia 1 (dal 2025). Con il passaggio di messa in onda su quest'ultima rete il programma perde il riferimento a Radio Bruno cambiando nome e logo in Yoga Radio Estate.

### Location
| Location                                     | Edizioni | Edizioni | Edizioni | Edizioni | Edizioni | Edizioni | Edizioni | Edizioni | Edizioni | Edizioni | Edizioni | Edizioni | Edizioni | Edizioni | Edizioni | Edizioni | Edizioni | Edizioni | Edizioni | Edizioni | Totale |
| Location                                     | 1ª       | 2ª       | 3ª       | 4ª       | 5ª       | 6ª       | 7ª       | 8ª       | 9ª       | 10ª      | 11ª      | 12ª      | 13ª      | 14ª      | 15ª      | 16ª      | 17ª      | 18ª      | 19ª      | 20ª      | Totale |
| -------------------------------------------- | -------- | -------- | -------- | -------- | -------- | -------- | -------- | -------- | -------- | -------- | -------- | -------- | -------- | -------- | -------- | -------- | -------- | -------- | -------- | -------- | ------ |
| Piazzale Roma (Riccione)                     |          |          |          |          |          |          |          |          |          |          |          |          |          |          |          |          |          |          |          |          | 1      |
| Piazza Grande (Modena)                       |          |          |          |          |          |          |          |          |          |          |          |          |          |          |          |          |          |          |          | 2        |        |
| Piazza Aurelio Saffi (Forlì)                 |          |          |          |          |          |          |          |          |          |          |          |          |          |          |          |          |          |          |          | 7        |        |
| Piazza della Vittoria (Reggio Emilia)        |          |          |          |          |          |          |          |          |          |          |          |          |          |          |          |          |          |          |          | 7        |        |
| Piazza dei Martiri (Carpi)                   |          |          |          |          |          |          |          |          |          |          |          |          |          |          |          |          |          |          |          |          | 5      |
| Piazza del Duomo (Pistoia)                   |          |          |          |          |          |          |          |          |          |          |          |          |          |          |          |          |          | 3        |          |          |        |
| Lucca                                        |          |          |          |          |          |          |          |          |          |          |          |          |          |          |          |          |          | 1        |          |          |        |
| Piazza Roma (Modena)                         |          |          |          |          |          |          |          |          |          |          |          |          |          |          |          |          |          | 11       |          |          |        |
| Piazza Maggiore (Bologna)                    |          |          |          |          |          |          |          |          |          |          |          |          |          |          |          |          |          |          |          |          | 6      |
| Piazza Calcagnini (Formigine)                |          |          |          |          |          |          |          |          |          |          |          |          |          |          |          |          |          | 1        |          |          |        |
| Piazza del Popolo (Ravenna)                  |          |          |          |          |          |          |          |          |          |          |          |          |          |          |          |          |          | 1        |          |          |        |
| Mirandola                                    |          |          |          |          |          |          |          |          |          |          |          |          |          |          |          |          |          | 1        |          |          |        |
| Lido di Camaiore                             |          |          |          |          |          |          |          |          |          |          |          |          |          |          |          |          |          | 1        |          |          |        |
| Lido delle Nazioni                           |          |          |          |          |          |          |          |          |          |          |          |          |          |          |          |          |          | 1        |          |          |        |
| Romagna                                      |          |          |          |          |          |          |          |          |          |          |          |          |          |          |          |          |          | 1        |          |          |        |
| Versilia                                     |          |          |          |          |          |          |          |          |          |          |          |          |          |          |          |          |          | 1        |          |          |        |
| Piazza Andrea Costa (Cesenatico)             |          |          |          |          |          |          |          |          |          |          |          |          |          |          |          |          |          |          |          |          | 9      |
| Piazza Garibaldi (Parma)                     |          |          |          |          |          |          |          |          |          |          |          |          |          |          |          |          |          |          |          |          | 1      |
| Piazza del Popolo (Faenza)                   |          |          |          |          |          |          |          |          |          |          |          |          |          |          |          |          |          |          |          |          | 1      |
| Marina di Pietrasanta                        |          |          |          |          |          |          |          |          |          |          |          |          |          |          | 2        |          |          |          |          |          |        |
| Piazza della Repubblica (Livorno)            |          |          |          |          |          |          |          |          |          |          |          |          |          |          | 1        |          |          |          |          |          |        |
| Piazza Sordello (Mantova)                    |          |          |          |          |          |          |          |          |          |          |          |          |          |          |          |          |          |          |          |          | 8      |
| Piazza VIII Agosto (Bologna)                 |          |          |          |          |          |          |          |          |          |          |          |          |          |          |          |          | 2        |          |          |          |        |
| Piazzale Michelangelo (Firenze)              |          |          |          |          |          |          |          |          |          |          |          |          |          |          |          |          |          |          |          |          | 1      |
| Piazza della Loggia (Brescia)                |          |          |          |          |          |          |          |          |          |          |          |          |          |          |          |          |          |          |          |          | 1      |
| Piazza del Comune (Cremona)                  |          |          |          |          |          |          |          |          |          |          |          |          |          |          |          |          |          |          |          |          | 1      |
| Piazza Duomo (Cremona)                       |          |          |          |          |          |          |          |          |          |          |          |          |          |          |          |          |          |          |          |          | 1      |
| Piazza del Duomo (Prato)                     |          |          |          |          |          |          | 2        |          |          |          |          |          |          |          |          |          |          |          |          |          |        |
| Piazza della Santissima Annunziata (Firenze) |          |          |          |          |          |          |          |          |          |          |          |          |          |          |          |          |          |          |          |          | 1      |
| Piazza Castello (Ferrara)                    |          |          |          |          |          |          |          |          |          |          |          |          |          |          |          |          |          |          |          |          | 1      |
| Piazza Cavalli (Piacenza)                    |          |          |          | 2        |          |          |          |          |          |          |          |          |          |          |          |          |          |          |          |          |        |

## Edizioni
| Edizione | Anno | Rete televisiva | Rete televisiva | Rete televisiva | Titolo del programma    | Presentatori        | Presentatori   | Presentatori   | Inviati           | Inviati           | Inviati             | Registrazione e diretta | Registrazione e diretta | Differita televisiva | Differita televisiva | Puntate |
| Edizione | Anno | Rete televisiva | Rete televisiva | Rete televisiva | Titolo del programma    | Presentatori        | Presentatori   | Presentatori   | Inviati           | Inviati           | Inviati             | Inizio                  | Fine                    | Inizio               | Fine                 | Puntate |
| -------- | ---- | --------------- | --------------- | --------------- | ----------------------- | ------------------- | -------------- | -------------- | ----------------- | ----------------- | ------------------- | ----------------------- | ----------------------- | -------------------- | -------------------- | ------- |
| 1ª       | 2002 | Non presente    | Non presente    | Non presente    | Radio Bruno Estate      | Clarissa Martinelli | Marco Marini   | Marco Marini   | Non presenti      | Non presenti      | Non presenti        | 4 luglio 2002           | 18 luglio 2002          | Non in onda          | Non in onda          | 3       |
| 2ª       | 2003 | Non presente    | Non presente    | Non presente    | Radio Bruno Estate      | Julian Borghesan    | Luca Abbrescia | Luca Abbrescia | Non presenti      | Non presenti      | Non presenti        | 7 settembre 2003        | 7 settembre 2003        | Non in onda          | Non in onda          | 1       |
| 3ª       | 2007 | Radio Bruno TV  | Non presente    | Non presente    | Radio Bruno Estate      | Alessia Ventura     | Enzo Ferrari   | Enrico Gualdi  | Non presenti      | Non presenti      | Non presenti        | 12 giugno 2007          | 30 settembre 2007       | Non in onda          | Non in onda          | 7       |
| 4ª       | 2008 | Radio Bruno TV  | Non presente    | Non presente    | Radio Bruno Estate      | Alessia Ventura     | Enzo Ferrari   | Enrico Gualdi  | Non presenti      | Non presenti      | Non presenti        | 25 giugno 2008          | 14 settembre 2008       | Non in onda          | Non in onda          | 3       |
| 5ª       | 2009 | Radio Bruno TV  | Non presente    | Non presente    | Radio Bruno Estate      | Alessia Ventura     | Enzo Ferrari   | Enrico Gualdi  | Non presenti      | Non presenti      | Non presenti        | 1º luglio 2009          | 6 settembre 2009        | Non in onda          | Non in onda          | 9       |
| 6ª       | 2010 | Radio Bruno TV  | Non presente    | Non presente    | Radio Bruno Estate      | Melita Toniolo      | Enzo Ferrari   | Non presente   | Non presenti      | Non presenti      | Non presenti        | 22 giugno 2010          | 5 settembre 2010        | Non in onda          | Non in onda          | 4       |
| 7ª       | 2011 | Radio Bruno TV  | Non presente    | Non presente    | Radio Bruno Estate      | Melita Toniolo      | Enzo Ferrari   | Non presente   | Non presenti      | Non presenti      | Non presenti        | 12 giugno 2011          | 5 settembre 2011        | Non in onda          | Non in onda          | 8       |
| 8ª       | 2013 | Radio Bruno TV  | Non presente    | Non presente    | Radio Bruno Estate      | Melita Toniolo      | Enzo Ferrari   | Non presente   | Non presenti      | Non presenti      | Non presenti        | 30 giugno 2013          | 20 luglio 2013          | Non in onda          | Non in onda          | 4       |
| 9ª       | 2014 | Radio Bruno TV  | Non presente    | Non presente    | Radio Bruno Estate      | Alessia Ventura     | Enzo Ferrari   | Non presente   | Non presenti      | Non presenti      | Non presenti        | 10 giugno 2014          | 21 luglio 2014          | Non in onda          | Non in onda          | 4       |
| 10ª      | 2015 | Radio Bruno TV  | Non presente    | Non presente    | Radio Bruno Estate      | Alessia Ventura     | Enzo Ferrari   | Non presente   | Non presenti      | Non presenti      | Non presenti        | 3 luglio 2015           | 6 settembre 2015        | Non in onda          | Non in onda          | 5       |
| 11ª      | 2016 | Radio Bruno TV  | Non presente    | Non presente    | Radio Bruno Estate      | Alessia Ventura     | Enzo Ferrari   | Non presente   | Non presenti      | Non presenti      | Non presenti        | 1º luglio 2016          | 4 settembre 2016        | Non in onda          | Non in onda          | 5       |
| 12ª      | 2017 | Radio Bruno TV  | Non presente    | Non presente    | Radio Bruno Estate      | Alessia Ventura     | Enzo Ferrari   | Non presente   | Non presenti      | Non presenti      | Non presenti        | 2 luglio 2017           | 3 settembre 2017        | Non in onda          | Non in onda          | 5       |
| 13ª      | 2018 | Radio Bruno TV  | Non presente    | Non presente    | Radio Bruno Estate      | Alessia Ventura     | Enzo Ferrari   | Non presente   | Non presenti      | Non presenti      | Non presenti        | 6 luglio 2018           | 2 settembre 2018        | Non in onda          | Non in onda          | 5       |
| 14ª      | 2019 | Radio Bruno TV  | Non presente    | Non presente    | Radio Bruno Estate      | Alessia Ventura     | Enzo Ferrari   | Laura Padovani | Non presenti      | Non presenti      | Non presenti        | 5 luglio 2019           | 6 settembre 2019        | Non in onda          | Non in onda          | 5       |
| 15ª      | 2020 | Radio Bruno TV  | Non presente    | Non presente    | Radio Bruno Estate      | Alessia Ventura     | Enzo Ferrari   | Non presente   | Georgia Passuello | Non presenti      | Non presenti        | 27 luglio 2020          | 28 luglio 2020          | Non in onda          | Non in onda          | 2       |
| 16ª      | 2021 | Radio Bruno TV  | Non presente    | Non presente    | Radio Bruno Estate      | Barbara Pedrotti    | Enzo Ferrari   | Non presente   | Georgia Passuello | Non presenti      | Non presenti        | 12 luglio 2021          | 14 luglio 2021          | Non in onda          | Non in onda          | 2       |
| 17ª      | 2022 | Radio Bruno TV  | La5             | Non presente    | Yoga Radio Bruno Estate | Alessia Ventura     | Enzo Ferrari   | Non presente   | Georgia Passuello | Camilla Carnevali | Arianna Bertoncelli | 27 giugno 2022          | 20 luglio 2022          | 23 agosto 2022       | 13 settembre 2022    | 4       |
| 18ª      | 2023 | Radio Bruno TV  | La5             | Non presente    | Yoga Radio Bruno Estate | Alessia Ventura     | Enzo Ferrari   | Non presente   | Georgia Passuello | Camilla Carnevali | Arianna Bertoncelli | 15 giugno 2023          | 19 luglio 2023          | 9 agosto 2023        | 28 agosto 2023       | 4       |
| 19ª      | 2024 | Radio Bruno TV  | La5             | Toscana TV      | Yoga Radio Bruno Estate | Alessia Ventura     | Enzo Ferrari   | Non presente   | Georgia Passuello | Camilla Carnevali | Arianna Bertoncelli | 25 giugno 2024          | 29 agosto 2024          | 12 agosto 2024       | 1º settembre 2024    | 4       |
| 20ª      | 2025 | Radio Bruno TV  | Italia 1        | Italia 1        | Yoga Radio Estate       | Rebecca Staffelli   | Enzo Ferrari   | Stefano Corti  | Georgia Passuello | Non presente      | Arianna Bertoncelli | 24 giugno 2025          | 11 luglio 2025          | 12 agosto 2025       | 2 settembre 2025     | 4       |

## Puntate e ascolti

### Diciassettesima edizione (2022)

#### Artisti partecipanti
| Artista                    | Brani | Puntate | Puntate | Puntate | Puntate |
| Artista                    | Brani | 1       | 2       | 3       | 4       |
| -------------------------- | --- | ------- | ------- | ------- | ------- |
| Aiello                     | Vienimi (a ballare), Paradiso | N.D.    | N.D.    | N.D.    |         |
| AKA 7even                  | Come la prima volta, Perfetta così, Loca, Toca |         | N.D.    | N.D.    |         |
| Albe                       | Karma, Millevoci |         | N.D.    | N.D.    | N.D.    |
| Alex Wyse                  | Non siamo soli, Sogni al cielo | N.D.    | N.D.    |         |         |
| Alfa                       | Sincero (con Mr. Rain), You Make Me So Happy | N.D.    |         | N.D.    | N.D.    |
| Álvaro Soler               | Solo para ti |         | N.D.    | N.D.    | N.D.    |
| Ana Mena                   | Mezzanotte, A un passo dalla Luna e Un bacio all'improvviso (con Rocco Hunt) |         | N.D.    | N.D.    | N.D.    |
| Annalisa                   | Tropicana (con i Boomdabash) | N.D.    | N.D.    | N.D.    |         |
| Astol                      | Metropoli paradiso (con Chadia Rodríguez) | N.D.    | N.D.    | N.D.    |         |
| Baby K                     | Bolero, Non mi basta più | N.D.    |         | N.D.    | N.D.    |
| Berna                      | Sapore di male | N.D.    | N.D.    | N.D.    |         |
| Bob Sinclar                | Borderline | N.D.    | N.D.    | N.D.    |         |
| Boomdabash                 | Tropicana (con Annalisa), Per un milione | N.D.    | N.D.    | N.D.    |         |
| Caffelatte                 | Luci addosso, Non mi fa dormire (con Deddy) |         | N.D.    | N.D.    | N.D.    |
| Chadia Rodríguez           | Metropoli paradiso (con Astol) | N.D.    | N.D.    | N.D.    |         |
| Cristiano Malgioglio       | Sucu Sucu, Mi sono innamorato di tuo marito | N.D.    | N.D.    |         | N.D.    |
| Cristina D'Avena           | Pollon, I Puffi sanno, Holly & Benji, Johnny (è quasi magia), Ciurma all'arrembaggio, Occhi di gatto | N.D.    | N.D.    |         | N.D.    |
| Dargen D'Amico             | Ubriaco di te, Dove si balla | N.D.    |         | N.D.    | N.D.    |
| Darin                      | Can't Stay Away, Superstar |         | N.D.    | N.D.    | N.D.    |
| Deddy                      | Luci addosso, Non mi fa dormire (con Caffellatte) |         | N.D.    | N.D.    | N.D.    |
| Elettra Lamborghini        | Caramello (con Rocco Hunt) |         |         | N.D.    | N.D.    |
| Emma Muscat                | La stessa lingua, I Am What I Am | N.D.    | N.D.    | N.D.    |         |
| Federico Baroni            | Fino a tardi | N.D.    | N.D.    |         | N.D.    |
| Federico Rossi             | Le Mans, Pesche | N.D.    |         |         |         |
| Follya                     | Morto per te, Tutt'okkey | N.D.    | N.D.    |         | N.D.    |
| Franco126                  | Mare malinconia (con Loredana Bertè) | N.D.    |         | N.D.    | N.D.    |
| Francesca Michielin        | Bonsoir, Vulcano | N.D.    |         | N.D.    | N.D.    |
| Francesco Gabbani          | Peace & Love, Volevamo solo essere felici, Viceversa, Occidentali's Karma | N.D.    | N.D.    |         | N.D.    |
| Francesco Renga            | Mille errori, Il mio giorno più bello nel mondo |         | N.D.    | N.D.    | N.D.    |
| Fred De Palma              | Extasi, Una volta ancora | N.D.    |         | N.D.    | N.D.    |
| Gaudiano                   | 100 kg di piume |         | N.D.    | N.D.    | N.D.    |
| Gemelli DiVersi            | Vero, Un attimo ancora, Fotoricordo, Mary | N.D.    | N.D.    | N.D.    |         |
| Gianni Morandi             | Apri tutte le porte |         | N.D.    | N.D.    | N.D.    |
| Giordana Angi              | Le cose che non dico, Casa, Stringimi più forte | N.D.    | N.D.    |         | N.D.    |
| Giusy Ferreri              | Causa effetto, Il mare immenso | N.D.    | N.D.    | N.D.    |         |
| Hanssel Delgado            | Me gusta tanto | N.D.    | N.D.    | N.D.    |         |
| Il Tre                     | Ali, Boogie Woogie |         | N.D.    | N.D.    | N.D.    |
| Irama                      | PamPamPamPamPamPamPamPam, Ovunque sarai | N.D.    |         | N.D.    | N.D.    |
| La Rappresentante di Lista | Ciao ciao, Diva |         | N.D.    | N.D.    | N.D.    |
| LDA                        | Bandana, Quello che fa male | N.D.    |         | N.D.    | N.D.    |
| Loredana Bertè             | Mare malinconia (con Franco126) | N.D.    |         | N.D.    | N.D.    |
| Luigi Strangis             | Tienimi stanotte |         | N.D.    | N.D.    | N.D.    |
| Malika Ayane               | Una ragazza, Tempesta | N.D.    |         | N.D.    | N.D.    |
| Matia Bazar                | Solo tu, Stasera... che sera!, C'è tutto un mondo intorno, Vacanze romane, Ti sento | N.D.    | N.D.    |         | N.D.    |
| Matteo Romano              | Tramontana, Virale | N.D.    | N.D.    |         | N.D.    |
| Mr. Rain                   | Sincero (con Alfa), Meteoriti, Fiori di Chernobyl | N.D.    |         | N.D.    | N.D.    |
| Nika Paris                 | Amnésie (con i Room9 e Vegas Jones) |         | N.D.    | N.D.    | N.D.    |
| Noemi                      | Ti amo non lo so dire, Glicine | N.D.    | N.D.    | N.D.    |         |
| Raf                        | Cherie, Infinito |         | N.D.    | N.D.    | N.D.    |
| Rettore                    | Splendido splendente e Kobra (duetto con Tancredi) | N.D.    | N.D.    | N.D.    | N.D.    |
| Ricchi e Poveri            | Che sarà, Sarà perché ti amo, Mamma Maria | N.D.    | N.D.    |         | N.D.    |
| Riki                       | Ferrari White |         | N.D.    | N.D.    | N.D.    |
| Rkomi                      | Ossa rotte, Insuperabile | N.D.    | N.D.    | N.D.    |         |
| Room9                      | Amnésie (con Nika Paris e Vegas Jones) |         | N.D.    | N.D.    | N.D.    |
| Rocco Hunt                 | Caramello (con Elettra Lamborghini nella 1ª e 2ª puntata e da solo nella 3ª puntata); Nu juorno buono, Ti volevo dedicare (dalla 1ª alla 3ª puntata); A un passo dalla Luna (con Ana Mena nella 1ª puntata e da solo nella 2ª e 3ª puntata), Un bacio all'improvviso (con Ana Mena) (1ª puntata) |         |         |         | N.D.    |
| Shade                      | Tori seduti, In un'ora, Autostop, La hit dell'estate | N.D.    | N.D.    |         | N.D.    |
| Sonohra                    | Love Show, Cosmopolitan, L'amore |         | N.D.    |         | N.D.    |
| Sottotono                  | Poco male, Mastroianni | N.D.    | N.D.    | N.D.    |         |
| Tananai                    | Sesso occasionale, Baby Goddamn, Pasta | N.D.    |         |         |         |
| Tancredi                   | Splendido splendente e Kobra (duetto con Rettore), Isole | N.D.    |         | N.D.    | N.D.    |
| The Kolors                 | Cabriolet panorama, Blackout, Everytime | N.D.    |         | N.D.    | N.D.    |
| Tommaso Paradiso           | Piove in discoteca | N.D.    |         | N.D.    | N.D.    |
| Topic                      | Your Love (9 PM), In your arms, Kernkraft 400 (a better day), Breaking Me | N.D.    | N.D.    |         | N.D.    |
| Tom Walker                 | Serotonin, Leave a Light On | N.D.    | N.D.    |         | N.D.    |
| Vegas Jones                | Amnésie (con Nika Paris e i Room9), Malibu |         | N.D.    | N.D.    | N.D.    |

#### Ascolti
| Puntata | Location                                     | Registrazione e diretta | Messa in onda     | Ascolti        | Ascolti | Ascolti |
| Puntata | Location                                     | Registrazione e diretta | Messa in onda     | Telespettatori | Share   | Fonte   |
| ------- | -------------------------------------------- | ----------------------- | ----------------- | -------------- | ------- | ------- |
| 1       | Piazza della Santissima Annunziata (Firenze) | 27 giugno 2022          | 23 agosto 2022    | 207 000        | 1,60%   | [ 5 ]   |
| 2       | Piazza Roma (Modena)                         | 5 luglio 2022           | 30 agosto 2022    | 195 000        | 1,50%   | [ 6 ]   |
| 3       | Piazza Sordello (Mantova)                    | 13 luglio 2022          | 6 settembre 2022  | 185 000        | 1,10%   | [ 7 ]   |
| 4       | Piazza VIII Agosto (Bologna)                 | 20 luglio 2022          | 13 settembre 2022 | 110 000        | 0,70%   | [ 8 ]   |
| Media   | Media                                        | Media                   | Media             | 174 000        | 1,23%   |         |

### Diciottesima edizione (2023)

#### Artisti partecipanti
| Artista                   | Brani | Puntate | Puntate | Puntate | Puntate |
| Artista                   | Brani | 1       | 2       | 3       | 4       |
| ------------------------- | --- | ------- | ------- | ------- | ------- |
| Aaron                     | Visione led, Universale |         | N.D.    | N.D.    | N.D.    |
| Achille Lauro             | Rolls Royce, Bam Bam Twist, Fragole (con Rose Villain), 16 marzo                                                                       |         | N.D.    | N.D.    | N.D.    |
| Aiello                    | Mi piace molto, Aspettiamo mattina |         | N.D.    | N.D.    | N.D.    |
| AKA 7even                 | Rock n Roll, Loca | N.D.    | N.D.    |         | N.D.    |
| Alfa                      | Bellissimissima, Cin cin |         | N.D.    |         | N.D.    |
| Álvaro De Luna            | Juramento eterno de sal | N.D.    |         | N.D.    | N.D.    |
| Ana Mena                  | A un passo dalla Luna e Un bacio all'improvviso (con Rocco Hunt), Acquamarina, Melodia criminal e Una volta ancora (con Fred De Palma) | N.D.    |         | N.D.    | N.D.    |
| Angelina Mango            | Ci pensiamo domani, Voglia di vivere                                                                                                   |         | N.D.    | N.D.    |         |
| Annalisa                  | Bellissima, Mon Amour | N.D.    | N.D.    |         | N.D.    |
| Ariete                    | Un'altra ora, Mare di guai | N.D.    | N.D.    | N.D.    |         |
| Baby K                    | M'ama non m'ama, Playa, Bolero, Da zero a cento, Roma-Bangkok, Mohicani                                                                | N.D.    |         | N.D.    | N.D.    |
| Beatrice Quinta           | $e$$o, Attrazione fatale |         | N.D.    | N.D.    | N.D.    |
| Benji                     | Fumo e cenere, Dove e quando (con i Finley)                                                                                            |         | N.D.    | N.D.    |         |
| Boomdabash                | Lambada (con Paola & Chiara), L'unica cosa che vuoi, Heaven, Tropicana                                                                 | N.D.    | N.D.    | N.D.    |         |
| Clara                     | Origami all'alba, Cicatrice | N.D.    |         | N.D.    | N.D.    |
| Cmqmartina                | Mi ami davvero | N.D.    |         | N.D.    | N.D.    |
| Colapesce Dimartino       | Considera | N.D.    | N.D.    |         | N.D.    |
| Cristina D'Avena          | Mila e Shiro, Kiss Me Licia, I Puffi sanno, Occhi di gatto                                                                             | N.D.    | N.D.    |         | N.D.    |
| Diodato                   | Occhiali da sole, Fai rumore, Che vita meravigliosa                                                                                    | N.D.    | N.D.    | N.D.    |         |
| Elettra Lamborghini       | Mani in alto | N.D.    | N.D.    |         |         |
| Emma                      | Mezzo mondo, Taxi sulla Luna (con Tony Effe)                                                                                           | N.D.    | N.D.    | N.D.    |         |
| Enula                     | Due rose (con i Tiromancino) |         | N.D.    | N.D.    | N.D.    |
| Fabio Rovazzi             | La discoteca italiana (con Orietta Berti)                                                                                              | N.D.    | N.D.    |         | N.D.    |
| Federica Carta            | Per sempre mai e Irraggiungibile (con Shade)                                                                                           | N.D.    | N.D.    | N.D.    |         |
| Federico Rossi            | Maledetto mare | N.D.    | N.D.    |         | N.D.    |
| Finley                    | Fumo e cenere, Dove e quando (con Benji)                                                                                               |         | N.D.    | N.D.    |         |
| Francesca Michielin       | Fulmini addosso, Disco dance (con Gianmaria)                                                                                           | N.D.    | N.D.    |         | N.D.    |
| Francesco Gabbani         | L'abitudine, Viceversa, Occidentali's Karma                                                                                            | N.D.    |         | N.D.    | N.D.    |
| Francesco Renga           | La tua bellezza, Fatti avanti amore, Il solito lido (con Nek)                                                                          |         | N.D.    | N.D.    | N.D.    |
| Fred De Palma             | Extasi, Melodia criminal e Una volta ancora (con Ana Mena)                                                                             | N.D.    |         | N.D.    | N.D.    |
| Gaia                      | Estasi, Chega |         | N.D.    | N.D.    | N.D.    |
| Gemelli DiVersi           | Un attimo ancora, Mary, Marrakech | N.D.    |         | N.D.    | N.D.    |
| Gianmaria                 | Disco dance (con Francesca Michielin)                                                                                                  | N.D.    | N.D.    |         | N.D.    |
| Leo Gassmann              | Terzo cuore, Capiscimi | N.D.    |         | N.D.    | N.D.    |
| Levante                   | Tikibombom, Vivo, Canzone d'estate, Un pezzo di me                                                                                     | N.D.    | N.D.    | N.D.    |         |
| LP                        | Girls Go Wild, Golden | N.D.    |         | N.D.    | N.D.    |
| Luigi Strangis            | Tulipani blu (con Matteo Romano), Adamo ed Eva                                                                                         |         | N.D.    | N.D.    | N.D.    |
| Madame                    | Il bene nel male, Aranciata | N.D.    |         | N.D.    | N.D.    |
| Matteo Romano             | Concedimi, Tulipani blu (con Luigi Strangis)                                                                                           |         | N.D.    | N.D.    | N.D.    |
| Mr. Rain                  | Supereroi, La fine del mondo (con Sangiovanni)                                                                                         |         | N.D.    | N.D.    | N.D.    |
| NDG                       | Miss (con Tommy Dali) | N.D.    |         | N.D.    | N.D.    |
| Nek                       | La tua bellezza, Fatti avanti amore, Il solito lido (con Francesco Renga)                                                              |         | N.D.    | N.D.    | N.D.    |
| Paola & Chiara            | Lambada (con i Boomdabash), Vamos a bailar, Mare caos, Furore                                                                          | N.D.    | N.D.    | N.D.    |         |
| Pinguini Tattici Nucleari | Rubami la notte, Ricordi | N.D.    |         | N.D.    | N.D.    |
| Olly                      | Polvere | N.D.    | N.D.    |         | N.D.    |
| Orietta Berti             | La discoteca italiana (con Fabio Rovazzi)                                                                                              | N.D.    | N.D.    |         | N.D.    |
| Rocco Hunt                | Non litighiamo più, A un passo dalla Luna e Un bacio all'improvviso (con Ana Mena)                                                     | N.D.    |         | N.D.    | N.D.    |
| Rosa Chemical             | Made in Italy, Bellu guaglione | N.D.    |         |         | N.D.    |
| Rose Villain              | Fragole (con Achille Lauro) |         | N.D.    | N.D.    | N.D.    |
| Sangiovanni               | La fine del mondo (con Mr. Rain) |         | N.D.    | N.D.    | N.D.    |
| Sethu                     | Cause perse | N.D.    | N.D.    | N.D.    |         |
| Shade                     | Per sempre mai e Irraggiungibile (con Federica Carta)                                                                                  | N.D.    | N.D.    | N.D.    |         |
| Sophie and the Giants     | DNA, Paradise | N.D.    | N.D.    |         | N.D.    |
| Tananai                   | Abissale, Tango |         | N.D.    | N.D.    | N.D.    |
| The Kolors                | Italodisco | N.D.    | N.D.    |         | N.D.    |
| Tiromancino               | Due rose (con Enula) |         | N.D.    | N.D.    | N.D.    |
| Tommy Dali                | Miss (con NDG) | N.D.    |         | N.D.    | N.D.    |
| Tony Effe                 | Taxi sulla Luna (con Emma) | N.D.    | N.D.    | N.D.    |         |
| Wax                       | Anni 70 | N.D.    |         | N.D.    | N.D.    |
| Wayne                     | Dirty Love | N.D.    |         | N.D.    | N.D.    |
| Zero Assoluto             | Psicologia sociale, Sardegna | N.D.    | N.D.    |         | N.D.    |

#### Ascolti
| Puntata | Location                     | Registrazione e diretta | Messa in onda  | Ascolti        | Ascolti | Ascolti |
| Puntata | Location                     | Registrazione e diretta | Messa in onda  | Telespettatori | Share   | Fonte   |
| ------- | ---------------------------- | ----------------------- | -------------- | -------------- | ------- | ------- |
| 1       | Piazza Castello (Ferrara)    | 15 giugno 2023          | 9 agosto 2023  | 209 000        | 1,70%   | [ 9 ]   |
| 2       | Piazza Cavalli (Piacenza)    | 26 giugno 2023          | 16 agosto 2023 | 205 000        | 1,70%   | [ 10 ]  |
| 3       | Piazza dei Martiri (Carpi)   | 11 luglio 2023          | 23 agosto 2023 | 194 000        | 1,60%   | [ 11 ]  |
| 4       | Piazza Aurelio Saffi (Forlì) | 19 luglio 2023          | 28 agosto 2023 | 222 000        | 1,50%   | [ 12 ]  |
|         |                              |                         |                | 207 000        | 1,63%   |         |

### Diciannovesima edizione (2024)

#### Artisti partecipanti
| Artista                    | Brani | Puntate | Puntate | Puntate | Puntate |
| Artista                    | Brani | 1       | 2       | 3       | 4       |
| -------------------------- | --- | ------- | ------- | ------- | ------- |
| Aaron                      | I colori dell'alba | N.D.    |         | N.D.    | N.D.    |
| Achille Lauro              | Banda Kawasaki, Thoiry Remix, 16 marzo                                                                                          | N.D.    |         | N.D.    | N.D.    |
| Aiello                     | Talete, Domani torno |         | N.D.    | N.D.    | N.D.    |
| AKA 7even                  | Notte fonda, Loca | N.D.    | N.D.    | N.D.    |         |
| Alessandra Amoroso         | Fino a qui, Comunque andare, Mezzo rotto (con BigMama)                                                                          | N.D.    |         | N.D.    | N.D.    |
| Alex Wyse                  | Gocce di limone, La mia canzone per te                                                                                          | N.D.    | N.D.    | N.D.    |         |
| Alfa                       | Vabbè ciao, Bellissimissima |         | N.D.    | N.D.    | N.D.    |
| Angelina Mango             | Ci pensiamo domani, Che t'o dico a fa', La noia, Melodrama                                                                      | N.D.    |         | N.D.    | N.D.    |
| Annalisa                   | Storie brevi (con Tananai), Bellissima, Sinceramente, Mon Amour                                                                 | N.D.    |         | N.D.    | N.D.    |
| Arisa                      | Baciami stupido, Controvento, La notte                                                                                          | N.D.    | N.D.    |         | N.D.    |
| Articolo 31                | Ohi Maria, Maria Salvador, Peyote                                                                                               |         | N.D.    | N.D.    | N.D.    |
| Baby K                     | Voglio ballare con te, Playa, Da zero a cento, Roma-Bangkok                                                                     |         | N.D.    | N.D.    | N.D.    |
| Benji & Fede               | Musica animale, Dove e quando (1ª, 3ª e 4ª puntata); Buona fortuna (4ª puntata)                                                 |         | N.D.    |         |         |
| Berna                      | Sei nell'aria | N.D.    |         | N.D.    | N.D.    |
| BigMama                    | Mezzo rotto (con Alessandra Amoroso), La rabbia non ti basta, Cento occhi                                                       | N.D.    |         | N.D.    | N.D.    |
| Blue                       | One Love, My city, A chi mi dice                                                                                                | N.D.    | N.D.    |         | N.D.    |
| Bnkr44                     | Estate 80, Governo punk, Ma che idea                                                                                            | N.D.    | N.D.    | N.D.    |         |
| Boomdabash                 | Love U/Hate U, Lambada, Tropicana, Karaoke                                                                                      |         | N.D.    | N.D.    | N.D.    |
| Cioffi                     | Ex | N.D.    | N.D.    |         | N.D.    |
| Clara                      | Ragazzi fuori, Origami all'alba, Diamanti grezzi, Ghetto Love (con Icy Subzero)                                                 |         | N.D.    | N.D.    | N.D.    |
| Coma Cose                  | Fiamme negli occhi, Malavita | N.D.    | N.D.    |         | N.D.    |
| Cristina D'Avena           | One Piece, Mila e Shiro, Kiss Me Licia, I Puffi sanno, Dragon Ball, Doraemon, Occhi di gatto                                    | N.D.    | N.D.    |         | N.D.    |
| Darin                      | Electric, Superstar | N.D.    | N.D.    | N.D.    |         |
| Dotan                      | Louder, Numb |         | N.D.    | N.D.    | N.D.    |
| Eiffel 65                  | Viaggia insieme a me, Bestiale, Blue (Da Ba Dee)                                                                                |         | N.D.    | N.D.    | N.D.    |
| Elettra Lamborghini        | Pistolero, Mani in alto, Dire fare baciare (con Shade)                                                                          | N.D.    | N.D.    |         | N.D.    |
| Emma                       | Apnea, Femme fatale, Ho voglia di te (con Jvli e Olly)                                                                          |         | N.D.    | N.D.    | N.D.    |
| Ermal Meta                 | Ragazza paradiso, Mediterraneo (1ª e 4ª puntata); Vietato morire (4ª puntata)                                                   |         | N.D.    | N.D.    |         |
| Francesco Gabbani          | Frutta malinconia, Viceversa, Occidentali's Karma                                                                               | N.D.    |         | N.D.    | N.D.    |
| Francesco Renga            | Dolcevita, Meravigliosa (la Luna), Angelo, Fatti avanti amore, Laura non c'è (con Nek)                                          | N.D.    | N.D.    |         | N.D.    |
| Fred De Palma              | Notte cattiva, Extasi |         | N.D.    | N.D.    | N.D.    |
| Gaia                       | Dea saffica, Sesso e samba |         | N.D.    | N.D.    | N.D.    |
| Holden                     | Nuvola, Randagi, Ossidiana | N.D.    |         | N.D.    | N.D.    |
| Icy Subzero                | Ghetto Love (con Clara) |         | N.D.    | N.D.    | N.D.    |
| Il Tre                     | Fragili, Camminare sulla luna                                                                                                   | N.D.    | N.D.    | N.D.    |         |
| Jvli                       | Ho voglia di te (con Emma e Olly)                                                                                               |         | N.D.    | N.D.    | N.D.    |
| La Rappresentante di Lista | Paradiso, Ciao ciao, Amare | N.D.    | N.D.    |         | N.D.    |
| LDA                        | Rosso lampone, Quello che fa male                                                                                               | N.D.    | N.D.    |         | N.D.    |
| Leo Gassmann               | Take That, Dammi un bacio ja'                                                                                                   | N.D.    | N.D.    | N.D.    |         |
| Limo                       | Tete a tete | N.D.    | N.D.    |         | N.D.    |
| Malika Ayane               | Sottosopra, Senza fare sul serio                                                                                                | N.D.    | N.D.    |         | N.D.    |
| Maninni                    | Spettacolare, Amore gourmet | N.D.    | N.D.    | N.D.    |         |
| Michele Bravi              | Umorismo italiano, Solo per un po'                                                                                              | N.D.    |         | N.D.    | N.D.    |
| Mida                       | Que pasa, Rossofuoco |         | N.D.    | N.D.    | N.D.    |
| Mr. Rain                   | La fine del mondo, Due altalene, Supereroi                                                                                      | N.D.    |         | N.D.    | N.D.    |
| Nek                        | Dolcevita, Meravigliosa (la Luna), Angelo, Fatti avanti amore, Laura non c'è (con Francesco Renga)                              | N.D.    | N.D.    |         | N.D.    |
| Noemi                      | Sono solo parole, Non ho bisogno di te                                                                                          | N.D.    |         | N.D.    | N.D.    |
| Petit                      | Mammamì, Che fai |         | N.D.    | N.D.    | N.D.    |
| Piero Pelù                 | Maledetto cuore, Gigante (2ª e 4ª); Io ci sarò (4ª puntata)                                                                     | N.D.    |         | N.D.    |         |
| Olly                       | Ho voglia di te (con Emma e Jvli) (1ª puntata); Meno male c'è il mare, Devastante (3ª puntata)                                  |         | N.D.    |         | N.D.    |
| Orietta Berti              | Una vespa in due, Luna piena, La discoteca italiana, Mille                                                                      |         | N.D.    | N.D.    | N.D.    |
| Rocco Hunt                 | Ti volevo dedicare, Non litighiamo più, Musica italiana                                                                         |         | N.D.    | N.D.    | N.D.    |
| Rose Villain               | Come un tuono, Click boom! | N.D.    |         | N.D.    | N.D.    |
| Sarah Toscano              | L'ultima volta, Sexy magica (3ª e 4ª puntata); Roulette (4ª puntata)                                                            | N.D.    | N.D.    |         |         |
| Shade                      | Dire fare baciare (con Elettra Lamborghini) (3ª puntata); Autostop, Bene ma non benissimo, La hit dell'estate (3ª e 4ª puntata) | N.D.    | N.D.    |         |         |
| Sophie and the Giants      | DNA, Paradise, Shut Up and Dance                                                                                                | N.D.    |         | N.D.    | N.D.    |
| Tananai                    | Veleno, Tango, Storie brevi (con Annalisa)                                                                                      | N.D.    |         | N.D.    | N.D.    |
| The Kolors                 | Karma, Un ragazzo una ragazza, Italodisco                                                                                       | N.D.    |         | N.D.    | N.D.    |
| Wax                        | Caravan | N.D.    | N.D.    |         | N.D.    |

#### Ascolti
| Puntata | Location                              | Registrazione e diretta | Messa in onda     | Ascolti        | Ascolti | Ascolti |
| Puntata | Location                              | Registrazione e diretta | Messa in onda     | Telespettatori | Share   | Fonte   |
| ------- | ------------------------------------- | ----------------------- | ----------------- | -------------- | ------- | ------- |
| 1       | Piazza della Vittoria (Reggio Emilia) | 25 giugno 2024          | 12 agosto 2024    | 202 000        | 1,80%   | [ 13 ]  |
| 2       | Piazza Cavalli (Piacenza)             | 9 luglio 2024           | 19 agosto 2024    | 255 000        | 2,10%   | [ 14 ]  |
| 3       | Piazza Aurelio Saffi (Forlì)          | 17 luglio 2024          | 26 agosto 2024    | 253 000        | 1,90%   | [ 15 ]  |
| 4       | Piazza del Duomo (Prato)              | 29 agosto 2024          | 1º settembre 2024 | 129 000        | 1,10%   | [ 16 ]  |
| Media   | Media                                 | Media                   | Media             | 209 000        | 1,73%   |         |

### Ventesima edizione (2025)

#### Artisti partecipanti
| Artista                              | Brani | Puntate | Puntate | Puntate | Puntate |
| Artista                              | Brani | 1       | 2       | 3       | 4       |
| ------------------------------------ | --- | ------- | ------- | ------- | ------- |
| Aaron                                | Un finale diverso (grandine) |         | N.D.    | N.D.    | N.D.    |
| A-Clark                              | Dolce far niente (con Iva Zanicchi e Vinny) |         | N.D.    | N.D.    | N.D.    |
| AKA 7even                            | Non x soldi, Ragione e follia, Mi manchi, Loca | N.D.    | N.D.    |         | N.D.    |
| Alex Wyse                            | Batticuore, Rockstar | N.D.    |         | N.D.    | N.D.    |
| Alfa                                 | A me mi piace, Bellissimissima, Il filo rosso |         | N.D.    | N.D.    | N.D.    |
| Anna                                 | Désolée, Hello Kitty, 30°C |         | N.D.    | N.D.    | N.D.    |
| Anna Tatangelo                       | Inferno, Ragazza di periferia | N.D.    | N.D.    | N.D.    |         |
| Antonia                              | Relax, Romantica | N.D.    | N.D.    | N.D.    |         |
| Arianna                              | Tutto troppo tanto | N.D.    |         | N.D.    | N.D.    |
| Baby K                               | Follia mediterranea, Da zero a cento | N.D.    | N.D.    | N.D.    |         |
| Bianca Atzei                         | Testacoda, Ora esisti solo tu |         | N.D.    | N.D.    |         |
| Benji & Fede                         | Stupido me, stupida te, Dove e quando | N.D.    | N.D.    |         | N.D.    |
| BigMama                              | Bubble gum, La rabbia non ti basta, Mezzo rotto | N.D.    | N.D.    |         | N.D.    |
| Bnkr44                               | Luna rossa, Governo punk, Ma che idea |         | N.D.    | N.D.    | N.D.    |
| Boomdabash                           | Una stupida scusa, Lambada, Tropicana, Karaoke | N.D.    |         | N.D.    | N.D.    |
| Carl Brave                           | Perfect (con Sarah Toscano) | N.D.    | N.D.    |         | N.D.    |
| Chiamamifaro                         | Acqua passata | N.D.    | N.D.    | N.D.    |         |
| Clara                                | Nero gotico, Febbre, Scelte stupide |         | N.D.    | N.D.    | N.D.    |
| Cristina D'Avena                     | All'arrembaggio, Mila e Shiro, Kiss Me Licia, I Puffi sanno, Doraemon, Occhi di gatto |         | N.D.    | N.D.    | N.D.    |
| Dani Faiv                            | Red Flag (con Fabio Rovazzi e Paola Iezzi), Gameboy Color, Yoshi | N.D.    | N.D.    | N.D.    |         |
| Eiffel 65                            | Blue (Da Ba Dee) | N.D.    | N.D.    |         | N.D.    |
| Emis Killa                           | In auto alle 6:00, Rollercoaster, Parole di ghiaccio | N.D.    | N.D.    |         | N.D.    |
| Ermal Meta                           | Dall'alba al tramonto, Ferma gli orologi, Ragazza paradiso |         | N.D.    | N.D.    | N.D.    |
| Fabio Rovazzi                        | Red Flag (con Paola Iezzi e Dani Faiv), Cabaret (con Orietta Berti e i Fuckyourclique), La discoteca italiana (con Orietta Berti), Maranza (con Il Pagante), Andiamo a comandare, Faccio quello che voglio, Volare | N.D.    |         | N.D.    |         |
| Federica Abbate                      | Tilt |         | N.D.    | N.D.    | N.D.    |
| Finley                               | Quello sbagliato (con Nina Zilli), Diventerai una star | N.D.    |         | N.D.    | N.D.    |
| Francesca Michielin                  | Francesca, What's My Age Again, Vulcano |         | N.D.    | N.D.    | N.D.    |
| Francesco Gabbani                    | Così come mi viene, Viva la vita, Occidentali's Karma |         | N.D.    | N.D.    | N.D.    |
| Fred De Palma                        | Barrio lambada, Sexy rave | N.D.    | N.D.    | N.D.    |         |
| Fuckyourclique                       | Cabaret (con Fabio Rovazzi e Orietta Berti) | N.D.    |         | N.D.    | N.D.    |
| Gaia                                 | Chiamo io chiami tu, Dea saffica, Sesso e samba |         | N.D.    | N.D.    | N.D.    |
| Gabry Ponte                          | Brokenhearted, Tutta l'Italia, Blue (Da Ba Dee) | N.D.    |         | N.D.    | N.D.    |
| Gemelli DiVersi                      | 1993, Mary, Un attimo ancora | N.D.    | N.D.    |         | N.D.    |
| Il Pagante                           | Costa Smeralda, Settimana bianca, Maranza (con Fabio Rovazzi) | N.D.    |         | N.D.    | N.D.    |
| Iva Zanicchi                         | Dolce far niente (con A-Clark e Vinny), Zingara |         | N.D.    | N.D.    | N.D.    |
| Jacopo Sol                           | Estremo, Complici |         | N.D.    | N.D.    | N.D.    |
| Joan Thiele                          | Eco, Allucinazione | N.D.    | N.D.    | N.D.    |         |
| Kekko Silvestre                      | Come un pittore, Tappeto di fragole, La notte, Non ti dimentico | N.D.    | N.D.    | N.D.    |         |
| LDA                                  | Attimo eterno, Quello che fa male | N.D.    | N.D.    | N.D.    |         |
| Levante                              | Maimai, Tikibombom | N.D.    | N.D.    | N.D.    |         |
| Lorella Cuccarini                    | Cha Cha Twist! (con Riki) | N.D.    | N.D.    |         | N.D.    |
| Luk3                                 | Parigi in motorino, Bianca-Prada | N.D.    |         | N.D.    | N.D.    |
| Michele Bravi                        | Popolare (con Mida), Solo per un po' | N.D.    | N.D.    |         | N.D.    |
| Mida                                 | Popolare (con Michele Bravi), Rossofuoco | N.D.    | N.D.    |         | N.D.    |
| Nicolò Filippucci                    | Un'ora di follia, Occhi stanchi |         | N.D.    | N.D.    | N.D.    |
| Nina Zilli                           | Quello sbagliato (con i Finley) | N.D.    |         | N.D.    | N.D.    |
| Noemi                                | Non sono io, Se t'innamori muori, Oh ma (con Rocco Hunt) | N.D.    | N.D.    | N.D.    |         |
| Orietta Berti                        | Luna piena, Mille, Una vespa in due, Cabaret (con Fabio Rovazzi e i Fuckyourclique), La discoteca italiana (con Fabio Rovazzi)                                                                                     | N.D.    |         | N.D.    | N.D.    |
| Paola Iezzi                          | Red Flag (con Fabio Rovazzi e Dani Faiv), Club astronave | N.D.    | N.D.    | N.D.    |         |
| Petit                                | Vitamì, Mammamì | N.D.    |         | N.D.    | N.D.    |
| Planet Funk                          | Nights in White Satin, Who Said, I Get a Rush | N.D.    | N.D.    |         | N.D.    |
| Rhove                                | Pelé, Avion | N.D.    | N.D.    | N.D.    |         |
| Riki                                 | Cha Cha Twist! (con Lorella Cuccarini), Perdo le parole | N.D.    | N.D.    |         | N.D.    |
| Rkomi                                | Dirti no, Il ritmo delle cose, Partire da te |         | N.D.    | N.D.    | N.D.    |
| Rocco Hunt                           | Mille vote ancora, Ti volevo dedicare, Oh ma (con Noemi) |         | N.D.    | N.D.    |         |
| Sal Da Vinci                         | Rossetto e caffè, L'amore e tu | N.D.    | N.D.    |         | N.D.    |
| Sangiovanni                          | Veramente, Farfalle | N.D.    | N.D.    | N.D.    |         |
| Sarah Toscano                        | Perfect (con Carl Brave), Taki, Amarcord | N.D.    | N.D.    |         | N.D.    |
| Serena Brancale                      | Anema e core, Serenata | N.D.    | N.D.    | N.D.    |         |
| Settembre                            | Amandoti, Vertebre | N.D.    |         | N.D.    | N.D.    |
| Shablo feat. Joshua, Tormento e Mimì | La mia parola, Spirito libero, Gelido | N.D.    | N.D.    | N.D.    |         |
| Shade                                | Iconica, Autostop, Bene ma non benissimo, La hit dell'estate |         | N.D.    | N.D.    | N.D.    |
| Sophie and the Giants                | Paradise, Shut Up and Dance, A Little Bit Wild | N.D.    | N.D.    |         | N.D.    |
| Tananai                              | Booster, Bella madonnina, Tango | N.D.    |         | N.D.    | N.D.    |
| Tiromancino                          | Mi rituffo nella notte, Due destini, La descrizione di un attimo | N.D.    |         | N.D.    | N.D.    |
| Trigno                               | Maledetta Milano, D'amore non si muore | N.D.    | N.D.    |         | N.D.    |
| The Kolors                           | Pronto come va, Tu con chi fai l'amore, Karma, Italodisco | N.D.    |         |         | N.D.    |
| Vinny                                | Dolce far niente (con A-Clark e Iva Zanicchi) |         | N.D.    | N.D.    | N.D.    |
| Willie Peyote                        | Next, Grazie ma no grazie | N.D.    |         | N.D.    | N.D.    |

#### Ascolti
| Puntata | Location                              | Registrazione e diretta | Messa in onda    | Ascolti        | Ascolti | Ascolti |
| Puntata | Location                              | Registrazione e diretta | Messa in onda    | Telespettatori | Share   | Fonte   |
| ------- | ------------------------------------- | ----------------------- | ---------------- | -------------- | ------- | ------- |
| 1       | Piazza della Vittoria (Reggio Emilia) | 24 giugno 2025          | 12 agosto 2025   | 923 000        | 9,44%   | [ 17 ]  |
| 2       | Piazza Aurelio Saffi (Forlì)          | 2 luglio 2025           | 19 agosto 2025   | 903 000        | 8,70%   | [ 18 ]  |
| 3       | Piazza Roma (Modena)                  | 10 luglio 2025          | 26 agosto 2025   |                |         |         |
| 4       | Piazza Roma (Modena)                  | 11 luglio 2025          | 2 settembre 2025 |                |         |         |
| Media   |                                       |                         |                  |                |         |         |

## Audience
| Edizione | Rete televisiva | Anno | Stagione | Programmazione | Programmazione | Programmazione | Programmazione | Programmazione | Programmazione | Programmazione | Collocazione | Media auditel  | Media auditel | Premiere       | Premiere | Finale         | Finale |
| Edizione | Rete televisiva | Anno | Stagione | L              | M              | M              | G              | V              | S              | D              | Collocazione | Telespettatori | Share         | Telespettatori | Share    | Telespettatori | Share  |
| -------- | --------------- | ---- | -------- | -------------- | -------------- | -------------- | -------------- | -------------- | -------------- | -------------- | ------------ | -------------- | ------------- | -------------- | -------- | -------------- | ------ |
| 17ª      | La5             | 2022 | estate   |                |                |                |                |                |                |                | Prima serata | 174 000        | 1,23%         | 207 000        | 1,60%    | 110 000        | 0,70%  |
| 18ª      | La5             | 2023 | estate   |                |                |                | 207 000        | 1,63%          | 209 000        | 1,70%          | Prima serata | 222 000        | 1,50%         |                |          |                |        |
| 19ª      | La5             | 2024 | estate   |                |                | 209 000        | 1,73%          | 202 000        | 1,80%          | 129 000        | Prima serata | 1,10%          |               |                |          |                |        |
| 20ª      | Italia 1        | 2025 | estate   |                |                |                |                |                | 923 000        | 9,44%          | Prima serata |                |               |                |          |                |        |